# Coupe d'Allemagne de patinage artistique 1999
Navigation
Édition précédente Édition suivante
La Coupe d'Allemagne était une compétition internationale de patinage artistique qui se déroulait en Allemagne au cours de l'automne, entre 1986 et 2004. Elle accueillait des patineurs amateurs de niveau senior dans quatre catégories: simple messieurs, simple dames, couple artistique et danse sur glace. En 1999, son nom officiel était Sparkassen Cup on Ice (Coupe sur glace des caisses d'épargne, en français).
La treizième Coupe d'Allemagne est organisée du 11 au 14 novembre 1999 à Gelsenkirchen. Elle est la troisième compétition du Grand Prix ISU senior de la saison 1999/2000.

## Résultats

### Messieurs
| Rang | Nom                 | Pays       | Points | Prog. court | Prog. libre |
| ---- | ------------------- | ---------- | ------ | ----------- | ----------- |
| 1    | Evgeni Plushenko    | Russie     | 1.5    | 1           | 1           |
| 2    | Guo Zhengxin        | Chine      | 3.0    | 2           | 2           |
| 3    | Matthew Savoie      | États-Unis | 5.0    | 4           | 3           |
| 4    | Yamato Tamura       | Japon      | 5.5    | 3           | 4           |
| 5    | Trifun Živanović    | États-Unis | 7.5    | 5           | 5           |
| 6    | Andrejs Vlascenko   | Allemagne  | 9.0    | 6           | 6           |
| 7    | Dmytro Dmytrenko    | Ukraine    | 10.5   | 7           | 7           |
| 8    | Emanuel Sandhu      | Canada     | 13.0   | 10          | 8           |
| 9    | Vakhtang Murvanidze | Géorgie    | 13.5   | 9           | 9           |
| 10   | Stanick Jeannette   | France     | 15.0   | 8           | 11          |
| 11   | Michael Hopfes      | Allemagne  | 16.0   | 12          | 10          |
| 12   | Silvio Smalun       | Allemagne  | 17.5   | 11          | 12          |

### Dames
| Rang | Nom                      | Pays        | Points | Prog. court | Prog. libre |
| ---- | ------------------------ | ----------- | ------ | ----------- | ----------- |
| 1    | Maria Butyrskaya         | Russie      | 1.5    | 1           | 1           |
| 2    | Elena Liashenko          | Ukraine     | 4.5    | 5           | 2           |
| 3    | Irina Sloutskaïa         | Russie      | 4.5    | 3           | 3           |
| 4    | Tatiana Malinina         | Ouzbékistan | 5.0    | 2           | 4           |
| 5    | Shizuka Arakawa          | Japon       | 8.0    | 4           | 6           |
| 6    | Brittney McConn          | États-Unis  | 9.0    | 8           | 5           |
| 7    | Alisa Drei               | Finlande    | 10.0   | 6           | 7           |
| 8    | Anna Rechnio             | Pologne     | 11.5   | 7           | 8           |
| 9    | Stephanie von der Thüsen | Allemagne   | 13.5   | 9           | 9           |
| 10   | Annie Bellemare          | Canada      | 15.0   | 10          | 10          |

### Couples
| Rang | Nom                                  | Pays       | Points | Prog. court | Prog. libre |
| ---- | ------------------------------------ | ---------- | ------ | ----------- | ----------- |
| 1    | Maria Petrova / Aleksey Tikhonov     | Russie     | 1.5    | 1           | 1           |
| 2    | Jamie Salé / David Pelletier         | Canada     | 3.0    | 2           | 2           |
| 3    | Shen Xue / Zhao Hongbo               | Chine      | 4.5    | 3           | 3           |
| 4    | Dorota Zagórska / Mariusz Siudek     | Pologne    | 6.0    | 4           | 4           |
| 5    | Aljona Savchenko / Stanislav Morozov | Ukraine    | 8.0    | 6           | 5           |
| 6    | Peggy Schwarz / Mirko Müller         | Allemagne  | 8.5    | 5           | 6           |
| 7    | Danielle Hartsell / Steve Hartsell   | États-Unis | 11.5   | 9           | 7           |
| 8    | Katharina Rybkowski / Rico Rex       | Allemagne  | 11.5   | 7           | 8           |
| 9    | Kateřina Beránková / Otto Dlabola    | Tchéquie   | 13.0   | 8           | 9           |
| 10   | Mariana Kautz / Norman Jeschke       | Allemagne  | 15.0   | 10          | 10          |

### Danse sur glace
| Rang | Nom                                 | Pays       | Points | Danse imposée | Danse originale | Danse libre |
| ---- | ----------------------------------- | ---------- | ------ | ------------- | --------------- | ----------- |
| 1    | Shae-Lynn Bourne / Victor Kraatz    | Canada     | 2.0    | 1             | 1               | 1           |
| 2    | Kati Winkler / René Lohse           | Allemagne  | 4.0    | 2             | 2               | 2           |
| 3    | Albena Denkova / Maxim Staviski     | Bulgarie   | 6.0    | 3             | 3               | 3           |
| 4    | Jamie Silverstein / Justin Pekarek  | États-Unis | 8.0    | 4             | 4               | 4           |
| 5    | Federica Faiella / Luciano Milo     | Italie     | 10.4   | 6             | 5               | 5           |
| 6    | Alia Ouabdesselam / Benjamin Delmas | France     | 11.6   | 5             | 6               | 6           |
| 7    | Stephanie Rauer / Thomas Rauer      | Allemagne  | 14.0   | 7             | 7               | 7           |
| 8    | Angelika Führing / Bruno Ellinger   | Autriche   | 16.0   | 8             | 8               | 8           |
| 9    | Rie Arikawa / Kenji Miyamoto        | Japon      | 18.0   | 9             | 9               | 9           |

## Sources
- (en) Résultats de la Sparkassen Cup on Ice 1999 sur le site de l'International Skating Union
- Patinage Magazine N°70 (Décembre 1999-Janvier 2000)